# 乳脂肪
乳脂肪（にゅうしぼう、英: butterfat, milkfat）は、牛乳の脂肪成分である。牛乳やクリームは、しばしば含まれる乳脂肪の量によって販売されている。

## 成分

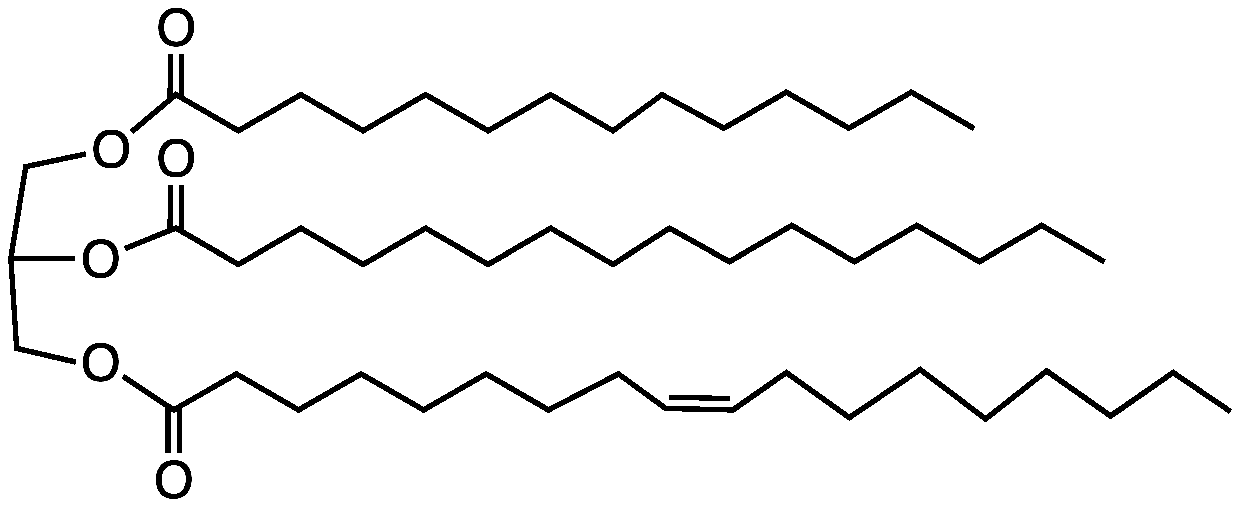
ミリスチン酸、パルミチン酸、オレイン酸から構成されるトリグリセリド

乳脂肪の脂肪酸は、以下のようなものから構成されている。
- 飽和脂肪酸
  - パルミチン酸:31%
  - ミリスチン酸:12%
  - ステアリン酸:11%
  - 炭素数12以下の短鎖脂肪酸:11%
- ペンタデカン酸やマルガリン酸:痕跡量
- 不飽和脂肪酸
  - オレイン酸:24%
  - パルミトレイン酸:4%
  - リノール酸:3%
  - リノレン酸:1%

### 脂肪酸とトリグリセリド
上記のように、牛乳に含まれる脂肪の組成は、脂肪酸の種類による。脂肪酸は牛乳中にそのままの形で存在するわけではなく、トリグリセリドと呼ばれる化合物を形成している。

## アメリカ合衆国の標準
アメリカ合衆国では、乳製品中の乳脂肪についての連邦標準がある。商業製品には通常、法定脂肪量の最小限の量が含まれている。
- 牛乳
  - スキムミルク:0.5%以下、通常0.1%以下
  - 低脂肪乳:0.5-2％、通常1-2%
  - 全乳:3.25%以上
- チーズ
  - 乾燥カードと無脂肪カッテージチーズ:0.5%以下
  - カッテージチーズ:4%以上
  - 低脂肪カッテージチーズ:0.5-2％
  - チェダーチーズ:50%以上
  - スイスチーズ:43%以上
- フローズンデザート
  - アイスクリーム:10%以上
  - 低脂肪アイスクリーム（アイスミルク）:2.6%以下
  - シャーベット:1-2%
- クリーム
  - ハーフアンドハーフ:10.5-18%
  - ライトクリームまたはサワークリーム:18-30%
  - ホイップクリーム:30-36%
  - ヘビークリーム:36%以上
- バター:80%以上